# 新漢密爾頓 (密西西比州)
新漢密爾頓（英語：New Hamilton）是位於美國密西西比州門羅縣的普查規定居民點。

## 人口
根據2020年美國人口普查的數據，新漢密爾頓的面積為9.23平方千米，當中陸地面積為9.20平方千米，而水域面積為0.03平方千米。當地共有人口533人，而人口密度為每平方千米57.75人。